# Belle Moskowitz
Belle Moskowitz (5 de octubre de 1877 – 2 de enero de 1933) fue una importante reformista política estadounidense de la era progresista a inicios del siglo XX. En su obituario, el New York Times se refirió a ella como la mujer más poderosa en la política estadounidense. Trabajó como consejera política y publicista para el gobernador de Nueva York y candidato presidencial demócrata en 1928 Al Smith.

## Primeros años
Belle Lindner nació en 1877 en Harlem en la Ciudad de Nueva York, hija del relojero Isidor Lindner y Esther Freyer. Ambos padres eran inmigrantes de Prusia Oriental. Asistió a la Horace Mann School, una escuela laboratorio del Teachers College, y en 1894 asistió a este último pero se mantuvo por sólo un año.
Temprano en su vida, Belle trabajó como actriz. Estudio interpretación oral de literatura en la escuela y actuó para eventos privados. Luego enseñó actuación y locución a niños y consideró trabajar como una actriz profesional antes de ingresar a la política.

## Carrera
Su carrera en el reformismo social inicio cuando era una niña con la Temple Israel Sisterhood que recolectaba dinero y organizaba talleres para los pobres, y trabajó con la United Hebrew Charities. La hermandad también organizaba el Fondo Vacacional para Niñas Trabajadoras y un Club de Niñas Trabajadores para mejorar las condiciones de vida de las mujeres en la ciudad.
En 1900, a la edad de 23, se convirtió en una trabajadora social en the Educational Alliance, una organización cuyo primer objetivo era la asimilación cultural de inmigrantes judíos. Ella mantuvo varios roles ahí y eventualmente se convirtió en directora de entretenimiento y exposiciones. . Como Belle Israels, su primer esfuerzo en la reforma social era limpiar y licenciar los salones de baile comerciales de la ciudad, que ella venía como lugares donde las jóvenes trabajadores se metían en problemas. Trabajando a través del Consejo para Mujeres Judías- Sección Nueva York, logró para 1910 que se aprobaran leyes que regulaban las condiciones de los salones de baile, incluyendo prevención de incendios, seguridad y la venta de bebidas alcohólicas. The New York Times afirmó, "Estas leyes hicieron más para mejorar la condición moral de las mujeres jóvenes" que muchas otras reformas del periodo.
Su primer artículo publicado, "Trabajo Social entre Mujeres Jóvenes" se enfocó en la importancia de los clubes en la socialización de las niñas así como la importancia que las mujeres tienen en la formación de comunidades. Ella concluyó que cuando las mujeres están influenciadas por los "ideales correctos, sociales, morales, artísticos, intelectuales, mejoran su estándar de vida".
Este trabajo eventualmente la llevó a su primer gran proyecto: La casa para niñas Lakeview que abrió permanentemente en 1911. Estaba ubicado en Staten Island y daba albergue temporal a mujeres jóvenes así como ayuda para encontrar trabajo. También con el Consejo, Moskowitz inició un programa de reformas para que los salones de baile sean un lugar más seguro para las mujeres jóvenes, principalmente "niñas trabajadoras" a través del control de la distribución de alcohol.
Luego de dejar la Alliance, Moskowitz (aún entonces apellidada Israel) escribió para la United Hebrew Charities Charities, un periódico de trabajo social para el que luego sería una asistente editorial. También se unió a la sección Nueva York del Consejo de Mujeres Judías. Con su rol como presidenta del comité filantrópico, su objeto era el trabajo de beneficencia. Atendía niños enfermos y pobres en un hospital en Randall's Island y visitaba a jóvenes en los reformatorios.
En 1913, luego del Incendio en la fábrica Triangle Shirtwaist, empezó a trabajar para promover la mejoras de las condiciones de los trabajadores. Medió en disputas entre los sindicatos del Garment District y sus empleadores. Se mantuvo en este trabajo hasta el otoño de 1916.
También trabajó de manera privada como una mediadora industrial, escritora y consejera. En un panfleto de sus servicios, ofrecía consejo para planeamiento industrial y manejo de personal que beneficiaría tanto a empleados como empleadores. Escribió: "los trabajadores con poco entrenamiento o descontentos, no calificados para sus empleaos, amenazan la paz de la tienda. Cualquier amenaza a la paz, amenaza la ganancia.”

### Trabajo con Al Smith
Smith se contactó con Moskowitz a través de su trabajo como una mediadora industrial y escritora. Se convirtió en una de las íntimas consejeras de Smith y también trabajó como su publicista y el la mantuvo cerca a lo largo de sus ocho años como gobernador del estado de Nueva York. Los visitante podían notar su presencia en una esquina de su oficina durante reuniones importantes. Testigos reportaban que Smith incluso la dejaba a cargo en importantes propuestas legislativas, esperando por su aprobación antes de tomar decisiones finales. Ella lo aconsejó durante el proceso de aprobar amplias reformas del estado de Nueva York que luego inspirarían y dirigirían a Franklin Delano Roosevelt en el desarrollo del New Deal durante su presidencia en 1932.
Cuando Smith se convirtió en el candidato demócrata para la presidencia en 1928, Moskowitz trabajó como su jefe de campaña. Trabajó como su agente de prensa durante su intento de renominarse en 1932.

## Vida personal
En 1903, se casó con Charles Henry Israels (1864–1911), un artista y arquitecto a quien conoció en la Alliance donde había sido un líder voluntario. Ellos tuvieron cuatro hijos, tres de los cuales vivieron hasta la adultez: Carlos Lindner, Miriam, y Joseph. Enviudó en 1911 cuando Charles se suicidó.
Conoció a su segundo esposo Henry Moskowitz, que tenía un Ph.D. en Filosofía y era un trabajador de settlement en el Lower East Side, mientras trabajaba con él en las reformas a los salones de baile. Sus caminos se cruzaron varias veces durante las huelgas de la industria textil de la época. Trabajaron juntos en las investigaciones que siguieron al incendio de la fábrica Triangle Shirtwaist. Se casaron en 1914. 
En 1918, empezó a trabajar con Al Smith en su campaña para ser gobernador del estado de Nueva York.
El 8 de diciembre de 1932, se cayó de las escaleras del frontis de su casa y, mientras se recuperaba de sus fracturas, murió de una embolia el 2 de enero de 1933 a la edad de 55 años.

## Legado
El 2009, El Consejo Nacional Demócrata Judío otorgó su primer premio "Belle Moskowitz" a Ann Lewis.